# Ilmarinen
Illmarinen é o deus mitológico ferreiro que fez o aço e a abóbada celeste. Participa do famoso poema finlandês Kalevala.